# Audifia laevithorax
Audifia laevithorax är en spindelart som beskrevs av Eugen von Keyserling 1884. Audifia laevithorax ingår i släktet Audifia och familjen klotspindlar. Inga underarter finns listade.